# Esterificación de Fischer-Speier
La esterificación de Fischer-Speier o esterificación de Fischer es un tipo especial de esterificación que consiste en la formación de un éster por reflujo de un ácido carboxílico y un alcohol, en presencia de un catalizador ácido. La reacción fue descrita por vez primera por Emil Fischer y Arthur Speier en 1895. La mayoría de ácidos carboxílicos son aptos para la reacción, pero el alcohol debe ser generalmente un alcohol primario o secundario. Los alcoholes terciarios son susceptibles a la eliminación, y los fenoles suelen ser muy poco reactivos para dar rendimientos útiles. Los catalizadores más comúnmente usados para una esterificación de Fischer incluyen al ácido sulfúrico, ácido tósilico y un ácido de Lewis como el triflato de escandio(III). Para sustratos más valiosos o sensibles (por ejemplo, biomateriales), suele usarse DCC. La reacción suele llevarse a cabo sin un solvente, particularmente cuando hay un gran exceso de reactante, o en un solvente no polar. Los tiempos de reacción comunes varían de 1 a 10 horas a temperaturas de 60-110 °C.
La acilación directa de los alcoholes con ácidos carboxílicos es preferida sobre las acilaciones con anhídrido (economía de átomos pobre) o cloruro de acilo (sensible a la humedad). La principal desventaja de la acilación directa es el equilibrio químico desfavorable, que debe ser remediado, por ejemplo, por un gran exceso de uno de los reactantes, o por eliminación del agua (por ejemplo, mediante la destilación de Dean-Stark, el uso de tamices moleculares, o el uso de una cantidad estequiométrica de ácido sulfúrico concentrado como catalizador). En un estudio se encontró que el TBATB es un catalizador muy efectivo. Por ejemplo, la acilación del 3-fenilpropanol con ácido acético glacial y TBATB a reflujo genera el éster en 15 minutos en un rendimiento químico del 75%, sin la necesidad de eliminar agua. Se cree que el ácido bromhídrico liberado por el TBATB protona al alcohol sobre el ácido, haciendo que el carboxilato sea el nucleófilo real en un mecanismo "inverso" al de la esterificación normal.

## Mecanismo
El mecanismo de reacción para esta reacción tiene varios pasos:
1. Se transfiere un protón del catalizador ácido al oxígeno del grupo carbonilo carboxílico, incrementando el carácter electrófilo del carbono carbonílico.
2. El carbono carbonílico es, a continuación, atacado por el átomo de oxígeno nucleofílico del alcohol.
3. Se transfiere un protón del catión oxonio a una segunda molécula de alcohol, dando lugar a un complejo activado.
4. La protonación de uno de los grupos hidroxilo del complejo activado conduce a un nuevo ion oxonio.
5. La pérdida de agua del último ion oxonio, y la posterior deprotonación da lugar al éster.

Un mecanismo general para una esterificación de Fischer se muestra a continuación.

## Ventajas y desventajas

### Ventajas
Las principales ventajas de la esterificación de Fischer comparadas con otras reacciones de esterificación están basadas en su simplicidad. Las condiciones ácidas pueden ser usadas si no existen grupos funcionales sensibles a éstas (alquenos, grupos amino, grupos hidrolizables). Se utiliza principalmente ácido sulfúrico, aunque ácidos débiles pueden ser utilizados a costa de aumentar el tiempo de reacción. Debido a que los reactivos que se usan reaccionan de manera directa, no se generan residuos que puedan generar un impacto ambiental grave en contraste con otros reactivos utilizados en esterificaciones, por ejemplo, los haluros de alquilo son potencialmente gases de efecto invernadero y reaccionan con la capa de ozono. Un subproducto de las reacciones con cloruros de ácido es el cloruro de hidrógeno, un gas que en contacto con la humedad del ambiente se vuelve corrosivo y reacciona violentamente con agua y otros nucleófilos. Aunado a esto, los cloruros de ácido reaccionan fácilmente con otros nucleófilos antes que con el alcohol. 
Los anhídridos de ácido son más reactivos que los ésteres debido a que su grupo saliente es un anión carboxilato (mejor grupo saliente que un alcóxido debido a la deslocalización de la carga), sin embargo, las rutas sintéticas que los incluyen son usualmente pobres en cuanto a la economía atómica. 
La esterificación de fischer es una reacción de control termodinámico en la cual, debido a su lentitud, el éster más estable tiende a ser el producto mayoritario. Esta característica puede ser deseable si hay múltiples sitios de reacción o si se desea evitar la formación de ésteres diferentes. En contraste, las reacciones que involucran anhídridos o cloruros de ácido tienden a ser rápidas y de control cinético.

### Desventajas
Las principales desventajas de la esterificación de Fischer son su reversibilidad termodinámica y las bajas velocidades de reacción, dependiendo de las condiciones de reacción. Aunado a esto, puede ser inconveniente si existen grupos funcionales sensibles a los ácidos fuertes en cuyo caso, otros ácidos catalíticos (como el triflato de escandio) deben ser utilizados. Si el éster resultante tiene un punto de ebullición menor que el de los reactivos o el agua, el producto puede ser destilado facilitando la separación y purificación, sin embargo, la temperatura máxima de trabajo puede ser disminuida debido a esto. Si el éster tiene una temperatura de ebullición mayor, la mezcla de reacción debe ser colocada a reflujo y se debe utilizar un exceso de materia prima. En este caso, las sales anhidras como el sulfato de cobre(II) o el pirosulfato de potasio pueden ser agregadas para atrapar el agua mediante la formación de hidratos, desplazando el equilibrio hacia los productos (ésteres). Las sales hidratadas pueden ser retiradas por decantación o filtración previo a la purificación. 

## Ejemplos en bebidas alcohólicas
Una esterificación natural catalizada por ácidos ocurre durante la maduración del vino y otras bebidas alcohólicas. Con el tiempo, la acidez del ácido acético y los taninos presentes en el vino en maduración protonan otros ácidos orgánicos (incluyendo al acético), favoreciendo que el etanol reaccione como un nucleófilo y como resultado se forme acetato de etilo (el éster de etanol y ácido acético), el éster más común en el vino. Otras combinaciones de alcoholes (como fenoles) y ácidos orgánicos dan como resultado una variedad de ésteres que contribuyen a los diferentes sabores, olores y texturas del vino. Debido a las condiciones débilmente ácidas en un vino, los rendimientos de las esterificaciones son sumamente bajos (usualmente en el orden de décimas o centésimas en el porcentaje volumen-volumen) y toman años para llevarse a cabo. 